# Мухаммад аль-Мугтаді
Мухаммад аль-Мугтаді (* 833 — 21 червня 870) — 14-й володар Багдадського халіфату в 869—870 роках. Тронне ім'я перекладається як «Той, що керується Богом». Повне ім'я — Абу Ісхак Мухаммад ібн аль-Ватік аль-Мугтаді Біллах.

## Життєпис
Походив з династії Аббасидів. Син халіфа аль-Ватік від візантійської наложниці Курби. Народився у 833 році. Спочатку носив ім'я Мухаммад, потім додав до нього Абу Ісхак. Про молоді роки нічого невідомо. У 869 році після повалення тюркською гвардією халіфа аль-Мутазза новим володарем було обрано саме Мухаммада, який прийняв ім'я аль-Мугтаді. За наказом нового правителя було схоплено Кабіху, мати поваленого халіфа, у якої відняли 1 млн золотих динарів, а саму заслали до Мекки.
Новий халіф перебував у повній залежності від тюрок. Разом з тим він намагався маневрувати серед військової та світської знаті. Так, він підтвердив призначення Сулеймана з роду Тахіридів на посаді валі (намісника) Багдаду, що викликало невдоволення арабів. Їх повстання у 869 році було придушено.
Разом з тим аль-Мугтаді намагався своєю поміркованістю в діях і витратах, чесністю завоювати підтримку поміркованої частини підданих. Також сподівався здобути релігійну підтримку, демонструючи благочестя: аль-Мугтаді заборонив розваги при дворі, вживання вина, ігри, чим значно скорочено видатки двору халіфа. Він щодня бував у суді, де розбирав справи. Цим самим намагався повернутися до престижу перших халіфів.
Але бажання самостійно діяти та неможливість халіфа вирішити фінансову кризу призвели до конфлікту з гвардією. Діючи на випередження, аль-Мугтаді наказав у січні 870 року стратити тюркських військовиків Саліха ібн Васіфа та Мухаммада ібн Бугі. Проте у червні того ж року халіфа було повалено на чолі з тюрком Мусою ібн Бугою й вбито. Новим володарем тюрки поставили сина халіфа аль-Мутеваккіля — Ахмада аль-Мутаміда.